# شهدخوار فریزر
شهدخوار فریزر (به انگلیسی: Fraser's sunbird) نام یک گونه از تیره شهدخواران است که در آنگولا, کامرون, جمهوری آفریقای مرکزی, جمهوری کنگو, جمهوری دموکراتیک کنگو, ساحل عاج, گینه استوایی, گابون, غنا, گینه, لیبریا, مالی, نیجریه, سیرالئون, تانزانیا, توگو, و اوگاندا یافت می‌شود.